# Formule magique
Ne doit pas être confondu avec Nombre magique ou Mot magique.
Pour les articles homonymes, voir Formule magique (homonymie).
 (avril 2023).
Si vous disposez d'ouvrages ou d'articles de référence ou si vous connaissez des sites web de qualité traitant du thème abordé ici, merci de compléter l'article en donnant les références utiles à sa vérifiabilité et en les liant à la section « Notes et références ».

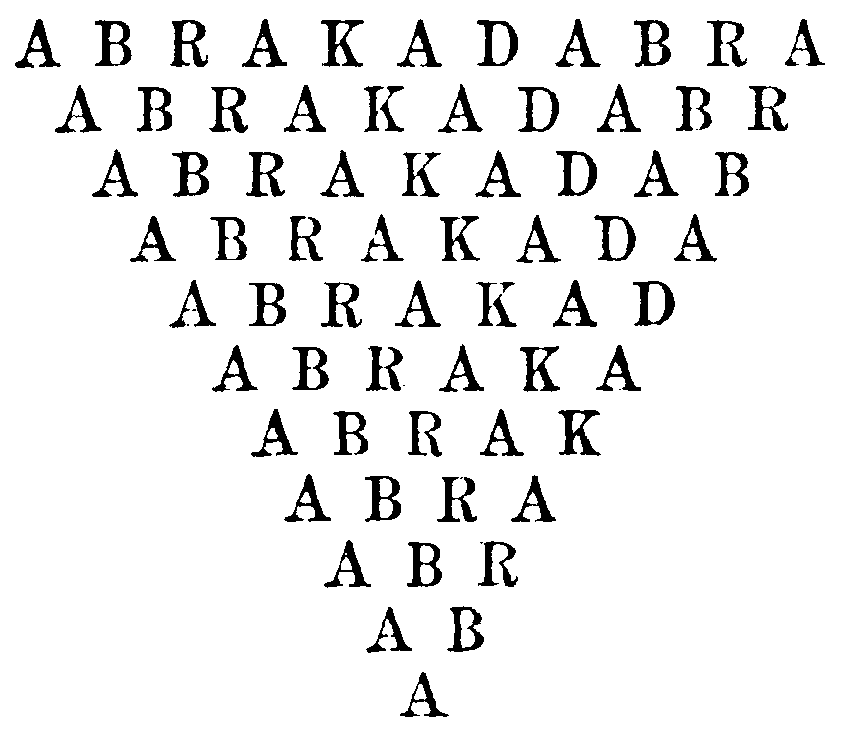
Représentation en triangle inversé de la célèbre formule magique « abracadabra ».

Une formule magique est un mot, une phrase ou un texte qui une fois lu ou prononcé est censé produire un effet inhabituel (magique). Elle a donc l'ambition d'être un acte de langage.

## Contes et légendes
On trouve de nombreux exemples de formules magiques dans les contes traditionnels : abracadabra, shazam, hocus pocus, biscara-biscara-bam-souya, bibbity bobbity bou, etc. Une formule magique permet ainsi aux sorcières de s'envoler sur leur balai, ou sans balai. La formule mal comprise par le néophyte est source d'ennuis : dans Ali Baba et les Quarante Voleurs, Cassim oublie le nom de la plante citée dans le fameux « Sésame, ouvre-toi ». Une formule de type « Pied sur feuille » permet de voler au-dessus des arbres ; prononcée « Pied sous feuille », le malheureux est propulsé à toute vitesse en heurtant toutes les branches des arbres.

## Histoire et religion
Les formules magiques de Mersebourg (Die Merseburger Zaubersprüche) sont deux incantations magiques médiévales écrites en vieux haut allemand. Ce sont les seuls documents existants de nos jours relatifs aux anciennes croyances païennes germaniques conservées dans leur langue d'origine.